# 垂果亚麻
垂果亚麻（学名：Linum nutans）为亚麻科亚麻属下的一个种。